# Masashi Wakasa
Masashi Wakasa (født 24. juli 1989) er en japansk fodboldspiller, som spiller for den japanske fodboldklub Tokyo Verdy.